# Doris Strahm
Doris Strahm (* 1953 in Zürich) ist eine ehemals römisch-katholische Schweizer Theologin und Publizistin. Sie gilt als eine Pionierin der feministischen Theologie.

## Leben
Strahm studierte von 1973 bis 1975 evangelische Theologie, Psychologie und Pädagogik an der Universität Zürich sowie von 1975 bis 1981 römisch-katholische Theologie an der Theologischen Fakultät Luzern. 1996 promovierte sie an der Universität Freiburg (Schweiz) zur Christologie aus der Sicht von Frauen in Asien, Afrika und Lateinamerika.
1985 gründete Strahm die feministisch-theologische Zeitschrift Fama und war bis Ende 2006 deren Mitherausgeberin. Sie ist Gründungsmitglied und seit 2014 Vorstandsmitglied der IG Feministische Theologinnen der Schweiz und gründete 2008 den Interreligiösen Think-Tank. 2007 wurde Doris Strahm mit dem Marga-Bührig-Anerkennungspreis ausgezeichnet.
Im November 2018 trat Strahm, gemeinsam mit fünf weiteren bekannten Frauen, aus der römisch-katholischen Kirche aus. Der Anlass war die Gleichsetzung von Abtreibung mit Auftragsmord durch Papst Franziskus.
Im Dezember 2020 wurde Strahm die Ehrendoktorwürde der Theologischen Fakultät der Universität Bern verliehen. In der öffentlichen Laudatio wurde sie als eine „Pionierin der feministischen Theologie“ bezeichnet. 2024 wurde sie, zusammen mit ihrer Schwester Silvia Strahm Bernet, mit dem Herbert-Haag-Preis ausgezeichnet.

## Schriften (Auswahl)

### Autorin
- Aufbruch zu neuen Räumen. Eine Einführung in feministische Theologie. Freiburg im Üechtland 1987; 3. Auflage 1990.
- Vom Rand in die Mitte. Christologie aus der Sicht von Frauen in Asien, Afrika und Lateinamerika. Luzern 1997.
- mit Pietro Selvatico: Jesus Christus. Christologie (= Studiengang Theologie. Band 6: Dogmatik. Teil 2). Zürich 2010.

### Herausgeberin
- mit Regula Strobel: Vom Verlangen nach Heilwerden. Christologie in feministisch-theologischer Sicht. Freiburg im Üechtland/Luzern 1991.
- Mitherausgeberin: Wörterbuch der Feministischen Theologie. 2., vollständig überarbeitete und grundlegend erweiterte Auflage. Gütersloh 2002.
- mit Heike Walz, Christine Lienemann-Perrin: „Als hätten sie uns neu erfunden.“ Beobachtungen zu Fremdheit und Geschlecht. Luzern 2003.
- mit Manuela Kalsky: Damit es anders wird zwischen uns. Interreligiöser Dialog aus der Sicht von Frauen. Ostfildern 2006.
- mit Silvia Strahm Bernet, unter Mitarbeit von Monika Hungerbühler: «mächtig stolz.» 40 Jahre feministische Theologie und Frauen-Kirche-Geschichte in der Schweiz. eFeF-Verlag, Zürich 2022.